# 1710 w muzyce
Wydarzenia muzyczne w 1710 roku.

## Wydarzenia
- Georg Friedrich Händel wraca z Italii i zostaje nadwornym muzykiem w Hanowerze. Jeszcze w tym roku po raz pierwszy odwiedza Londyn.

## Dzieła
- Georg Philipp Telemann Uwertura na cztery głosy C-dur
- Louis-Nicolas Clérambault - Premier livre d'orgue contenant deux suites
- Louis-Nicolas Clérambault - Cantates françaises

## Dzieła operowe
- Antonio Maria Bononcini - Tigrane, re d'Armenia
- Pietro Paolo Laurenti - Sabella mrosa d'Truvlin
- Johann Mattheson - Boris Goudenow
- Antonio Lotti - Isacio tiranno, La ninfa Apollo, Il comando non inteso et ubbidito

## Urodzili się
- 4 stycznia - Giovanni Battista Pergolesi, kompozytor (zm. 1736)
- marzec Thomas Augustine Arne, kompozytor ang. Przyszły twórca Rule Britannia (1740) (zm. 1778)
- 22 listopada - Wilhelm Friedemann Bach, najstarszy syn Johanna Sebastiana Bacha (zm. 1784)
- Domenico Alberti, śpiewak i kompozytor (zm. 1740)
- Caffarelli, kastrat (zm. 1783)

## Zmarli
- Bernardo Pasquini, kompozytor (ur. 1637)